# Estación de Petit Vaux
La estación de Petit Vaux es una estación ferroviaria francesa situada en la comuna de Épinay-sur-Orge, en el departamento de Essonne, al sur de París. Pertenece a las líneas línea C del RER.

## Historia
La estación data de 1883. Forma parte de la línea de la grande ceinture de Paris, línea circular que rodea la capital a unos 15 kilómetros de media de la misma. Con su creación se buscaba mejorar la interconexión entre las diferentes líneas radiales existentes.  
Desde 1992, el tramo en el que se encuentra la estación se integró oficialmente en la línea C del RER.

## Descripción
Petit Vaux es una pequeña estación compuesta únicamente por dos vías y dos andenes ligeramente curvados. No dispone ni de pasos subterráneos, ni de pasarelas para acceder de un andén a otro. Tampoco tiene edificio para viajeros, aunque sí posee una taquilla para la venta de billetes. En uno de sus extremos se sitúa un paso a nivel con barrera de cierta peligrosidad dado que está precedido de una curva pronunciada que dificulta ver la llegada de los trenes.